# Plácido López
Plácido López (Corrientes, octubre de 1816 - Buenos Aires, 1906) fue un militar argentino de destacada actuación en las guerras civiles argentinas a lo largo de más de 40 años.

## Biografía
Se incorporó joven al ejército provincial y combatió en la batalla de Pago Largo. Tras la derrota se exilió en el Uruguay, donde formó en el ejército de Fructuoso Rivera y participó en la batalla de Cagancha. Regresó a Corrientes poco después, y formó en el ejército de Juan Lavalle en su larga campaña de 1840 y 1841, combatiendo en Don Cristóbal, Sauce Grande, Pajas Blancas, Quebracho Herrado, Sancala y Famaillá.
Acompañó al coronel José Manuel Salas en la retirada a través de la Región Chaqueña hasta Corrientes, donde a órdenes de José María Paz participó en la batalla de Caaguazú. Más tarde luchó en la Batalla de Arroyo Grande, y la derrota lo forzó al exilio al Brasil. Regresó a su provincia a órdenes de Joaquín Madariaga y participó en la batalla de Laguna Brava, en la invasión a la provincia de Entre Ríos, en la desastrosa campaña a Santa Fe y la batalla de Malabrigo. Más tarde defendió a su provincia contra la invasión de Justo José de Urquiza de 1846 y al año siguiente combatió en la batalla de Vences. Se exilió en el Paraguay y luego en Brasil.
Se incorporó al Ejército Grande de Urquiza en 1851 y participó en la batalla de Caseros. Permaneció en Buenos Aires y fue el emisario de Juan Pujol –ministro de Urquiza– para coordinar con el coronel Nicanor Cáceres la revolución que derrocó al gobernador Benjamín Virasoro y levó al poder a Pujol. Tras un período de exilio en el Paraguay, defendió al gobernador Pujol de la revolución que llevó en su contra el general Cáceres en 1854. En marzo del año siguiente fue el propio López quien se levantó contra Pujol, siendo derrotado por el coronel Simeón Paiva en el combate de Goya.
En 1856 fue ascendido al rango de coronel, con el cual participó en la batalla de Cepeda del lado de Urquiza. Dos años más tarde, siendo comandante de la cárcel de Paraná puso en libertad a Marcos Paz, agente del Estado de Buenos Aires. De todos modos, participó en la batalla de Pavón a órdenes de Urquiza, y permaneció al servicio del caudillo en Entre Ríos.
En 1865 se incorporó al Ejército Argentino, pero no participó de la Guerra del Paraguay, iniciada ese año, porque el vicepresidente Marcos Paz lo nombró comandante de la frontera norte – término algo vago – cargo que nunca lo ejerció.
A comienzos de 1867 participó en la campaña del general Wenceslao Paunero a las provincias de Cuyo, combatiendo en el Combate de la Pampa del Portezuelo y en la batalla de San Ignacio. Después hizo la campaña de La Rioja contra Felipe Varela. Por un corto tiempo, fue comandante de la frontera sur de Córdoba.
En 1868 acompañó al general Emilio Mitre en su campaña para asegurar la victoria de los liberales de Corrientes, que habían derrocado al gobernador constitucional Evaristo López.
Participó en la lucha contra el último caudillo federal, el entrerriano Ricardo López Jordán, y luchó en la victoria de Santa Rosa a órdenes del general Juan Andrés Gelly y Obes. Apoyó al presidente Domingo Faustino Sarmiento contra la revolución de 1874, reuniendo las tropas de los partidos al norte de la ciudad de Buenos Aires y poniéndose a órdenes de Luis María Campos.
Por un tiempo fue jefe de una parte de la frontera bonaerense contra los indígenas. En 1880 defendió al presidente Nicolás Avellaneda contra la revolución de Carlos Tejedor. Pasó a retiro militar en 1895.